# Chiesa di Santa Maria dell'Ermeta
La chiesa di Santa Maria dell'Ermeta è un edificio sacro che si trova in località Ermeta ad Abbadia San Salvatore.

## Storia e descrizione
Sorge, a quota 1047 metri, sul luogo dove, secondo la tradizione, si sarebbero ritirate in solitudine Tassia e Rattruda, rispettivamente moglie e figlia del re longobardo Rachis. La cappella, attestata nel 1296, durante il corso dei secoli è stata oggetto di una notevole devozione popolare e nel 1462 fu visitata da Papa Pio II. Nel piccolo edificio dalla struttura a croce latina, preceduto da un portico, si conserva un rude ed energico Crocifisso di incerta datazione che la tradizione vuole scolpito da un eremita del IX secolo e una acquasantiera probabilmente ricavata da un capitello medievale.